# どん兵衛
どん兵衛（どんべえ）は、日清食品グループが製造・販売している和風即席カップ麺・和風即席袋麺・和風チルド麺・和風冷凍麺・和風即席加工米飯の各シリーズの名称で、親会社である日清食品ホールディングスの登録商標（商標登録番号は第4593511号他）。正式な商品名は「日清のどん兵衛」（にっしんのどんべえ）。
1976年（昭和51年）8月、当時大ヒットしていた東洋水産の世界初のカップうどん「マルちゃんのカップうどんきつね」（赤いきつねの前身）に特許申請がなかったことから、これに対抗する製品としてきつねうどんの製造・販売を開始。以後、天ぷらそば、カレーうどんなどのシリーズを発売している。

## ネーミング
「どん兵衛」の名前の由来は、「うどん」の「どん」と関西弁の「どん臭い」という言葉の「どん」からで、「スマートさからはほど遠いが、ほのぼのとしたあたたかさ、また筋を曲げない頑固さや正直さを表現したネーミング」とされている。この名前に社内で反対意見も有ったが、安藤宏基が決断した。
なお、関西弁でいう「どん臭い」は、本来はこのように逆説的に肯定的に捉えられる言葉ではなく、どちらかといえば、人を軽く罵る時に言う言葉である。

## 主なシリーズ

### 現在
2023年（令和5年）現在
袋麺「どん兵衛」シリーズ
- うどん
  - 新 生うどん食感。（東）/（西）  - ノンフライ麺。つゆの味付けに関して、東日本向け（東）は濃口醤油と鰹のうまみを生かした関東風のつゆが、西日本向け（西）は薄口醤油と昆布のうまみを生かした関西風のつゆがそれぞれ採用されている。
  - 極みだし 関西風だしうどん  - ノンフライ麺。塩分を30％減らし、少人数世帯向けに3食パックとした。2017年8月7日発売[2]。
- そば
  - 新 生そば食感。 - ノンフライ麺。つゆの味付けは鰹のうまみと、濃口醤油の持つ深いコクを基本とした関東風のつゆが採用されている。ちなみにこの商品は汁そばに調理して楽しむ他、ざるそばに調理して楽しむことができる。
  - 極みだし 鴨だしそば  - ノンフライ麺。塩分を30％減らし、少人数世帯向けに3食パックとした。2017年8月7日発売[2]。

カップ麺うどん「どん兵衛」シリーズ
- きつねうどん[* 1][* 2][* 3]
  - レギュラー版は2008年（平成20年）11月25日発売のリニューアル版より麺1本あたりの長さが従来の2倍の長さになり、若干太めのサイズになった（当社比）特殊製法による「べっぴんうどん」に変更。その他の「どん兵衛」のレギュラー版、および特盛版カップうどんシリーズも順次「べっぴんうどん」に変更されたのち、レギュラー版に限り後述する「北のどん兵衛」を除き2009年（平成21年）9月28日発売のリニューアル版の「うどん どん兵衛」シリーズより麺のコシや太さを更に改良させた「フトロング製法」（現在特許申請準備中）を用いた「ぶっとうどん」に順次変更された。更に、2010年（平成22年）10月18日発売分から、“ニッポンのうどん”をキャッチコピーに麺のコシ・太さ・つるみを『日清ラ王』（2010年（平成22年）9月 〜 ）から導入された「三層太ストレート製法」（麺の厚みが2ミリ超え。今までフライ麺で実現出来なかった“生麺のような食感”に仕上げるのに成功した）に改良された。また、2011年（平成23年）11月1日より『どん兵衛』シリーズ発売35周年記念の一環として「どん兵衛 きつねうどん」の東西食べ比べ企画を期間限定で全国展開した[3]。2012年（平成24年）7月2日からも期間限定での全国展開がなされている[4]。その後、2021年（令和3年）9月下旬発売分から出汁の風味を大幅に改良したほか、七味唐辛子が添付されるようになった。
- 天ぷらうどん
  - 当初は全国で発売されていたが、2015年10月より北海道限定品に変更された。
- 鬼かき揚げ天ぷらうどん（当初は東日本限定だったが2022年3月時点では西日本でも販売されている）
  - 2015年10月19日に、どん兵衛史上最厚の鬼かき揚げとしてリニューアルされた。
- とん汁うどん
  - 後に「ぶっとうどん」が採用。現在は冬季限定品として販売される。
- スパイシー豚カレーうどん（東日本限定）
- 豚だしカレーうどん（北海道限定）
- だしカレーうどん→新カレーうどん（西日本限定）
  - 2003年（平成15年）より、東日本ではスパイス感を利かせた「こくカレー」として、西日本ではだしを利かせた「だしカレー」として販売している。2012年（平成24年）7月2日から期間限定での全国展開がなされている[4]。
- 肉うどん
  - 元は西日本限定の商品であったが、2006年（平成18年）に「きつねうどん」と同じく東西のスープを分けて北海道を除く全国で販売。しかし東日本では西日本のように定着せず、2008年（平成20年）5月のリニューアルにより西日本のスープに統一された[5]。具の肉は東西とも牛肉である。

- 担担うどん

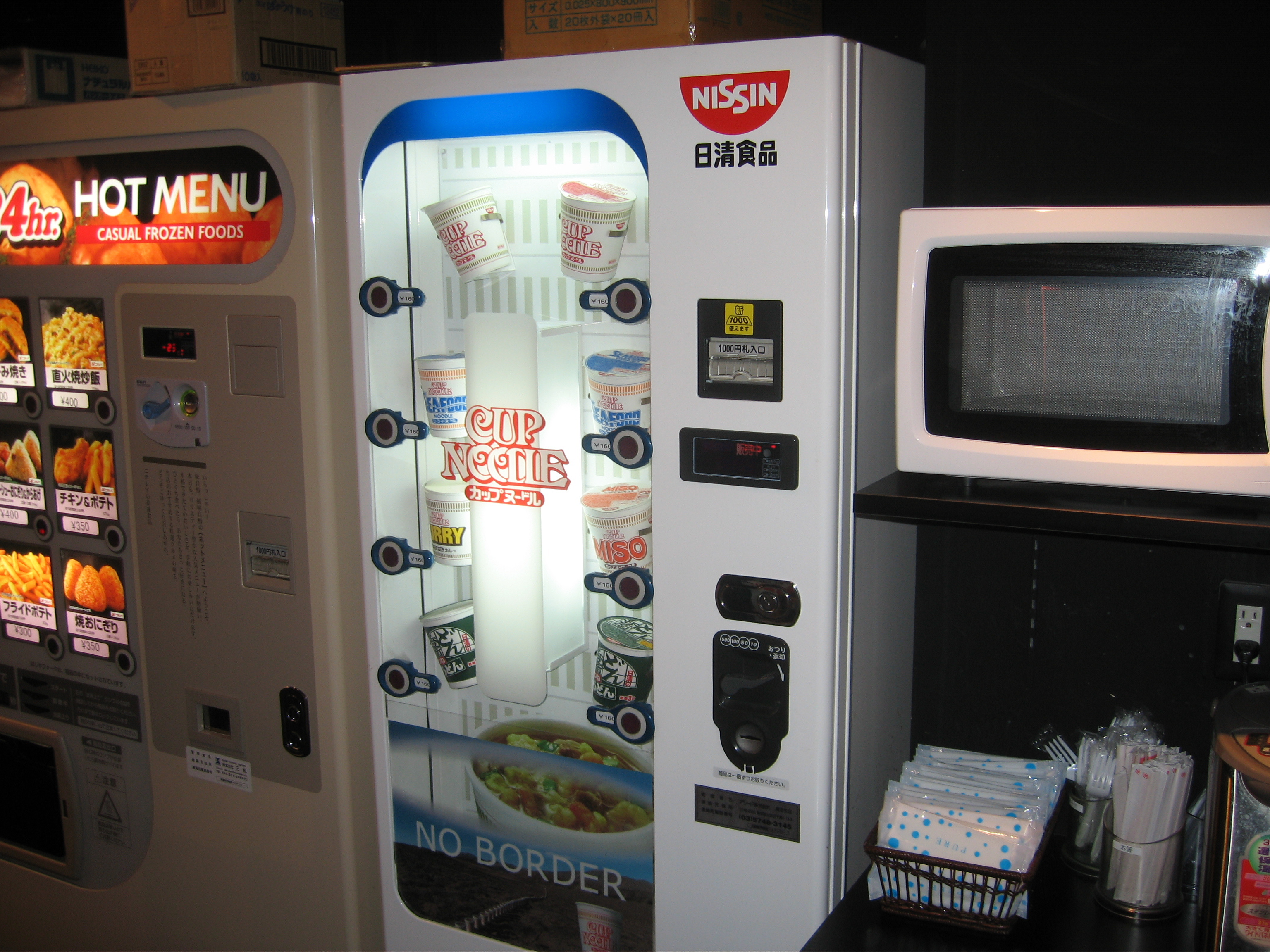
自販機の縦型容器

- 年明けうどん（昆布だしのつゆ。具にとろろ昆布、蒲鉾、梅干しが入ってるのが特徴的。フタ裏におみくじ付き）
- どん兵衛液体つゆ仕上げきつねうどん
  - 「どん兵衛 きつねうどん」の液体スープ版。粉末スープとは違うコクと味わいが特徴。東日本限定。主にコンビニエンスストアを中心に販売している。
- ノンフライどん兵衛 きざみ揚げうどん
  - ｢カップヌードル｣同様の縦型カップを使用している。ノンフライ製法による生麺に近い食感と低カロリーが特徴。
- どん兵衛35周年記念限定豚（トン）とんこつちゃんぽんうどん。
  - 2012年2月6日に発売された数量限定商品。
- どん兵衛39周年記念特別限定品 最厚ふっくら130%おあげきつねうどん
  - 2015年7月13日に発売された数量限定商品。スープの味は関西風のみ。
- 鴨だしうどん（2015年11月16日発売。鴨だしにラー油仕立て。）
- 日清の汁なしどん兵衛 濃い濃い濃厚ソース焼うどん
  - 2021年5月10日より発売された数量限定商品。どん兵衛・U.F.O.の両ブランド発売45周年を記念した商品で、どん兵衛のうどんにU.F.O.の焼きそばソース・ふりかけを組み合わせた[6]。
- どん兵衛きつねうどん ソルトオフ
  - 2020年3月9日に発売された、どん兵衛きつねうどんの減塩版。世界中から約170種類の塩を集め、味や成分の分析を重ねてたどり着いた減塩に最適な素材 (塩化マグネシウム) を使い、「ちゃんとおいしい!ソルトオフ製法」(特許出願中) を採用することで、製麺性や麺の食感、つゆの味わいや保存性、おあげの“ふっくらジューシィ”感を維持することで、通常のどん兵衛きつねうどんの味わいと食べ応えはそのままに塩分30%オフを実現した。
  - なお、原材料のほとんどが海外から輸入された原材料で構成されているため、JASマークの表記がない。
- 日清の最強どん兵衛きつねうどん
  - 2022年3月28日に発売された、めん・つゆ・おあげ・七味唐辛子のすべてにこだわった商品[7]
- 日清のどん兵衛きつねうどん 高たんぱくPRO
  - たんぱく質15g、糖質30％OFF、レタス4個分の食物繊維としたきつねうどんで「カップヌードルPRO」の派生製品として2023年9月に発売開始。またテレビCMもカップヌードルPROと同様、はじめまして松尾ですと眉村ちあきが続投する形で製作された。

カップ麺そば「どん兵衛」シリーズ
- 天ぷらそば[* 1][* 2][* 3]
  - 1976年11月発売開始。当初はそばと一緒に湯を入れて調理する天ぷらだったが、「ごんぶと」が発売された1993年から調理後に乗せて食べる「後乗せサクサク天ぷら」に変更。
  - 特盛版は2007年（平成19年）9月25日発売のリニューアル版より麺の形状が同社の「チキンラーメン」「チキンラーメンどんぶり」（一部を除く）と同様の「たまごポケット」麺に変更（ただし2014年のリニューアルより一旦廃止されたものの、2019年9月発売のリニューアル版より再び採用された）。これにより、調理する前に麺の上に生卵をのせ、熱湯を注いで調理する事が可能になったものの、2008年（平成20年）12月15日発売の特盛リニューアル版において後述するレギュラーリニューアル版と同様、「ぴんそば」に変更された。
  - レギュラー版は2008年（平成20年）9月29日発売のリニューアル版よりこれまでのウェーブ（ちぢれ）麺に代わり、新開発の特殊製法（現在特許申請準備中）を用いた「ぴんそば」（ストレート麺）を採用。これにより、そば本来の食感となめらかなのどごしが手軽に味わうことが可能になった。現在ではミニおよび縦型カップ、後述する「北のどん兵衛」を除く「そば どん兵衛」シリーズのすべてに採用されている。なお、2008年（平成20年）9月以降のリニューアル版「どん兵衛」シリーズ（一部を除く）で培った油揚げ麺の特殊製法は2009年（平成21年）3月以降のリニューアル版「U.F.O.」シリーズ（プチU.F.O.は除く）にも用いられた。さらに2010年（平成22年）5月10日発売のレギュラーリニューアル版においては「天ぷら」の包装そのものを、包装材質および包装方法から根本的に見直し、「天ぷら」の持つ揚げたての食感と、香ばしい風味がより長く維持できるよう改良された。2010年（平成22年）10月18日発売分からは、うどんに準拠して「ニッポンのそば」のキャッチコピーが用いられている。先述の「どん兵衛 きつねうどん」同様、2011年（平成23年）11月1日より「どん兵衛」シリーズ発売35周年記念の一環として「どん兵衛 天ぷらそば」の東西食べ比べ企画を期間限定で全国展開した[3]。2012年（平成24年）7月2日からも同キャンペーンが期間限定で全国展開されている[4]。その後、2021年（令和3年）9月下旬発売分から出汁の風味を大幅に改良したほか、七味唐辛子が添付されるようになった。
- きつねそば
  - 1977年2月発売開始。当初は一部地域のみの限定販売商品だったが2000年代以降より北海道を除く全国で販売。その後、2019年10月以降より北海道限定品に変更された。レギュラー版の「どん兵衛 天ぷらそば」同様、2008年（平成20年）10月以降の出荷分より「ぴんそば」が採用された。
- どん兵衛液体つゆ仕上げ天ぷらそば
  - 「どん兵衛 天ぷらそば」の液体スープ版。粉末スープとは違う、こくと味わいが特徴。東日本限定。主にCVSを中心に販売している。
- 鴨だしそば 
  - 2009年（平成21年）2月23日発売。発売当初は「鴨だしそば 液体つゆ仕上げ」名義として発売。発売当初から「ぴんそば」を採用。2019年9月以降の出荷分より「たまごポケット麺」が採用された。
- 日清の最強どん兵衛かき揚げそば
  - 2022年3月28日に発売された、そば・つゆ・かき揚げ（鬼かき揚げ）・七味唐辛子のすべてにこだわった商品[8]

「北のどん兵衛」シリーズ
北海道限定商品。2008年10月5日発売。基本的に甘口醤油仕立てのスープとなっており、つゆには北海道産利尻昆布を使用し、昆布の甘みとだしの旨みを効かせているのが特徴。当初はうどん、そばともに麺の製法は従来の油揚げ麺（うどんは2008年（平成20年）10月以前の仕様、そばは2008年（平成20年）8月以前の仕様）を採用していたが、2010年（平成22年）5月10日発売のリニューアル版よりうどんは「ぶっとうどん」の仕様に、そばは「ぴんそば」の仕様にそれぞれ変更となった。さらに、うどんは2010年（平成22年）10月18日発売のリニューアル版から「三層太ストレート製法」の仕様に変更された。パッケージには地元（札幌日清千歳工場）で製造されていることが強調されているほか、"H"の記号が付けられている。「北のどん兵衛」は「どん兵衛」とは別に商標登録されたが（第5305060号）2019年10月のリニューアルに伴い、（無印の）「どん兵衛」に統合される形で「北のどん兵衛」の商標そのものが廃止された。
- きつねうどん
- 天ぷらそば
- きつねそば
- 親子そば
- 天ぷらうどん
- カレーうどん

「どん兵衛 たて型ビッグ」シリーズ
主にコンビニエンスストアを中心に販売。若年層をターゲットとする。
- とん汁うどん
- 旨辛豚キムチうどん

「レンジどん兵衛」（旧・レンジどん兵衛NEXT）シリーズ（電子レンジ調理専用商品）
- 鴨だしうどん
- 味噌ちゃんこうどん
- 旨辛チゲうどん
- 濃厚カレーうどん

「あっさりおだしがおいしいどん兵衛」シリーズ
後述するこれまでの「日清御膳」シリーズの後継となる2020年3月2日から販売開始された廉価版。希望小売価格125円（税抜）で、100円ショップなどのディスカウントストアでの販売に対応する。通常の「どん兵衛」よりも味わいを「あっさり」にし、内容量を約7〜8割にした（麺の質量はうどん60g、そば57gと通常の「どん兵衛」のレギュラーサイズの麺の質量に対し、大幅に減量されている）。2022年2月21日出荷分から通常の「どん兵衛」に準拠する形で出汁の風味を大幅に改良し、新テイスト「旨だしカレーうどん」を新発売するなどのリニューアルを行い、これと同時に希望小売価格が138円（税抜）に値上げとなった。
- きざみ揚げうどん
- 肉だしうどん
- 旨だしカレーうどん - 2022年2月21日発売開始
- 揚げ玉そば
- 温つゆおそうめん

麺類以外の「どん兵衛」シリーズ
- 鴨だし雑炊（電子レンジ調理専用商品）

日清マグうどん
どん兵衛公式HPにはカウントされていないが、パッケージに「どん兵衛」のロゴがついた派生品。麺とスープをマグカップに入れて湯を注ぐものである。姉妹品として「カップヌードル」の派生品「日清マグヌードル」がある。
1993年（平成5年）に発売。2010年（平成22年）にリニューアル。現在はきざみきつねうどん味×2、豚カレー味×2のセット売り。区別させるために、きざみきつねうどん味には狐、豚カレー味には豚の蒲鉾が入っている。
その他
- どんどん兵衛 沖縄風そば
- くらしモアきつねうどん（ニチリウグループ加盟の小売店で発売。日清食品製造なので便宜上ここで取り上げる）

他に派生商品として、どん兵衛釜めし（カップヌードルごはんに準拠した、きつねうどん風味のカップライス）が発売されている。また、チルド麺（発売元は日清食品チルド）や冷凍麺（発売元は日清食品冷凍）の各シリーズが存在する。冷凍麺は香川県高松市の高松日清食品で生産されていることから、讃岐うどんもラインアップされている。
注釈
1. 1 2  1976年8月発売開始。特盛（大盛サイズ）有。
2. 1 2  北海道を除く東日本向けのレギュラー版に限り粉末スープ版のほか、液体スープと七味唐辛子が添付された特別版も存在。
3. 1 2  縦型カップ（自動販売機向け。だしの味は西日本向けのみで静岡工場で製造）も存在。

### 過去
カップ麺「どん兵衛」シリーズ
- どん兵衛肉そば（東日本限定）
- どん兵衛杵つきもちうどん
- どん兵衛だし焼きうどん
- どん兵衛だし天茶うどん（ほうじ茶をベースとした出汁を採用。2017年（平成29年）7月、カップヌードル・サマーヌードル、日清焼そばU.F.O.・熱帯U.F.O.とともに「黒歴史トリオ」として復刻限定販売）
- どん兵衛ねぎみそ焼きうどん
- どん兵衛とうがらしうどん
- どん兵衛キムチうどん
- どん兵衛イタリア風海鮮うどん（2006年（平成18年）1 - 2月）
- どん兵衛夏の辛口旨辛ちゃんぽんうどん（「どん兵衛」誕生30周年記念商品。2006年（平成18年）夏季限定）
- どん兵衛どっかんきつねうどんゆず胡椒風味（「どん兵衛」誕生30周年記念終了限定商品。シリーズで唯一、かつて存在したJAS上級規格を用いた）
- どん兵衛年明けうどん（2009年（平成21年）12月 - 2010年（平成22年）1月）香川県の風習とされている「年明けうどん」を業界で初めてカップ化。麺は「ぶっとうどん」を採用し、スープは讃岐うどん風のあっさり味、具材には大粒の梅干しが入っているのが特徴。北海道を除く全国で発売。2010年（平成22年）12月から2011年（平成23年）1月にも「三層太ストレート製法」採用で発売され、こちらは2010年（平成22年）版が発売されなかった北海道でも発売されるようになった。
- どん兵衛WHITE 白ちゃんぽんうどん（2010年（平成22年）1 - 2月）JOCライセンス商品。
- どん兵衛サクサク天ぷらそば
- どん兵衛肉そば
- レンジどん兵衛NEXT カレーうどん
- レンジどん兵衛NEXT 牛すきうどん
- 特盛かき揚げうどん（販売末期には「ぶっとうどん」が採用されていた）
- どん兵衛35周年特別限定きつねうどん（油揚げが通常のどん兵衛きつねうどんの1.3倍の厚さであるのが特徴。スープは全国で西日本向けの物が使われており、ゆずの香味を利かせている）
- どん兵衛35周年記念限定きつねそば（上記のうどんと同様、油揚げが通常のどん兵衛きつねそばの1.3倍の厚さで、麺は通常のそばの1.2倍の太ストレート製法を採用。スープは全国で西日本向けのものが使われており、ゆずの香味を利かせている）
- どん兵衛焼うどん だし醤油味
- どん兵衛焼うどん お好みソース味
- どん兵衛こくカレーうどん（東日本限定）
- どん兵衛特盛ちゃんぽんうどん（2011年（平成23年）5月23日発売。発売当初から「ぶっとうどん」を採用）
- どん兵衛いも煮うどん（東北限定）
- どん兵衛カレー南蛮そば（2009年（平成21年）6月8日発売。発売当初から「ぴんそば」を採用）
- どん兵衛豚ねぎそば 液体つゆ仕上げ（2009年（平成21年）11月9日発売。発売当初から「ぴんそば」を採用。主にCVSを中心に販売していた）
- どん兵衛博多ごぼ天うどん（九州地方限定）（2006年（平成18年）最終出荷分をもって生産終了）

袋麺「どん兵衛」シリーズ
- 関西風だしうどん - フライ麺。昆布と鰹節、煮干からとったあっさりつゆ、刻み油揚げとネギの具。
- カレーうどん - フライ麺。
- 韓国風チゲうどん - フライ麺。ポークと海鮮の旨みに唐辛子を加え韓国風の鍋料理をイメージ。具はわかめと唐辛子。

「日清御膳」（にっしんごぜん）シリーズ
「どん兵衛」シリーズの廉価版。きつねうどんは西日本向けの、天ぷらそばは東日本向けのスープで全国販売。2009年（平成21年）2月までは「日清のきつねうどん」、および「日清の天ぷらそば」の名称だったが、同年3月から「日清御膳」のブランドを付けてリニューアル発売。天ぷらそばの場合、どん兵衛天ぷらそばの干しエビの入った「後のせ天ぷら」に対し、こちらは包装されていない、干しエビなしの天ぷらが採用されている。発売当初は価格をオープンプライスとしていたが、2012年（平成24年）1月30日に実施されたリニューアル版より非オープンプライス商品（希望小売価格・税別125円）に変更となった。2020年2月末で、後継商品「あっさりおだしがおいしいどん兵衛」シリーズの発売に伴い、在庫限りの販売を以て販売終了。
- きつねうどん
- 天ぷらそば

麺類以外の「どん兵衛」シリーズ
- のり茶漬 - アルファ化米が用いられたカップ入り即席お茶漬け。別添でわさび粉がついており、好みにより辛さの調整が可能だった。
- 釜めし - 電子レンジ調理専用商品。カップヌードルごはんシリーズの和風版として発売。既存のどん兵衛きつねうどんの味を釜めしで再現しているのが特徴だった。

## つゆや具材の相違点
同じ「どん兵衛」を名乗っていながらも、東海地区を境にして、東日本向け（新潟県・長野県・岐阜県・愛知県・三重県以東）と西日本向け（富山県・石川県・福井県・滋賀県・奈良県・和歌山県以西）と、北海道限定「北のどん兵衛」では、つゆの内容が異なっている。
- 東日本向け商品（カップ側面に"E"と表示）は、かつおだしをベースにした濃口醤油仕立てのスープ
- 西日本向け商品（カップ側面に"W"と表示）は、昆布だしをベースにした薄口醤油仕立てのスープ[11]
- 北海道限定商品（"H"と蓋の「北海道限定」表示）は、利尻昆布の甘味を生かした濃口醤油仕立てのスープ[10]

になっている。また、具材の油揚げの味付けも
- 東日本は、甘辛濃口仕上げ
- 西日本は、あっさり薄口仕上げ（つゆやその粉末の色自体も明らかに異なっている）[11]
- 北海道は、甘口仕上げ

となっている。この傾向は競合商品である東洋水産の「マルちゃん赤いきつねと緑のたぬき」でも存在する。
特筆すべき状況として、距離的に名古屋と大阪の中間に位置している滋賀県と三重県の店では両方販売している場合がある。例えば三重県伊賀地方では、店などの配送の拠点が東海・関東系資本か関西系資本かによって、名古屋配送と大阪配送に分かれていることが多いため、基本的に東海・関東系資本の店などでは東日本のものが、関西系資本の店などでは西日本のものが購入できる。
その一例を挙げると、コンビニエンスストアでも、愛知県資本のサークルKが東日本向け商品、大阪府発祥のローソンが西日本向け商品である。ただし、東日本・西日本双方のものが購入できる店も数は、かなり少ないが存在しているほか、西日本の店で誤って東日本向けが入荷して売られた例もあった。
また、地域のそば・うどん店のつゆが関東風である島根県でも、どん兵衛に関しては西日本向け商品しか売られていない。さらに、世界に輸出されるものは、基本的に西日本向け商品となっている。
なお、例えば東日本にいながら西日本向けの商品やその逆も、日清食品の公式オンラインストアで注文すれば、個人で買うことが可能である。また、年度により「食べくらべ企画」として、上蓋に「東」「西」と目立つ表示をして、期間限定で全国発売している。

## CMキャラクター
- 山城新伍・川谷拓三（1976年 - 1990年）
山城・川谷の名コンビによるCMは、約15年続いた長寿CMシリーズとして視聴者に長年親しまれた。CMでは山城が「若旦那」、川谷が「拓ボン」の愛称だった。山城・川谷シリーズのCMナレーションは一貫して近石真介が務め、1980年に『ミスターどん兵衛』（東映配給）という映画が作られた[1]。また山城・川谷とも利き手が左という、食品CMでは珍しい組み合わせであった。初代キャラクターを務めた山城・川谷ともに現在（2016年9月時点）は故人となっている（近石も、山城・川谷の降板に合わせるかたちでCMナレーションを降板した）。
- 菊池桃子・井森美幸 「どん兵衛のきつねでおあげめくりしましょう」など。（1990年 - 1992年）
- 北大路欣也・山口紗弥加ほか 「世直しどん兵衛」（1994年）
この時期のうどんは3分、天ぷらは後のせサクサク、他社との差別化を図るCMであった。
- ナインティナイン
- 泉谷しげる
- 勝俣州和
- 優香・中村紀洋（プロ野球選手）「うどん人どん兵衛・そば人どん兵衛」[注 2]
- 安田美沙子
- 戸田和幸（サッカー選手）
- 上戸彩
- 中村獅童
- 中居正広（当時SMAP）（2004年 - 2015年）
2007年8月8日からは「株式会社どん兵衛」シリーズにリニューアルし、中居が代表取締役社長、どん兵衛くんが最高顧問というポジション。キャッチコピーは「鰹だし さらに、ドン。」「品質のどん兵衛。」。
- 加山雄三・佐藤健・清水富美加（2015年 - 2017年）[16]
- 星野源・吉岡里帆「どんぎつね」（2017年 - 2022年）[17][18][19]
- こがけん[20]・吉岡里帆「どんぎつね」（2021年 - 2022年）
2019年（令和元年）11月24日、フジテレビで放送された『サザエさん 放送50周年記念スペシャル』では、同CMでの配役をフグ田マスオ・フグ田サザエに置き換えたアニメCMが放送された[21][22]。
2021年（令和3年）9月26日からは、星野が登場しない新展開のCMを放送[23]。CMのナレーションは野沢雅子が担当した[24]。
その後同年11月1日からは、更なる新展開として、相手役にこがけん[25]を起用したCMを放映している。
- 宮川大助（2019年、ウェブ限定CM「どんPay」）[26]
宮川大輔が出演しているPayPayのCMに似せて作られている（PayPay許諾済）。
- 美輪明宏
- 金属バット（2023年、ウェブ限定CM「どん兵衛どろぼう」）[27][28]
- アンミカ（2023年）
- こっちのけんと（2024年）

このほか、CS放送のJ SPORTSでは野村明弘（フリーアナウンサー）と遠藤雅大・中山淳（サッカー解説者）がリーグ・アン中継のハーフタイム中にどん兵衛を食べているCMが、アニマックス・BS11デジタル・GyaOでは『機動戦士ガンダム』とのコラボレーションCMのギレン・ザビ（声：銀河万丈）のナレーションによる「食えよ国民」篇とアムロ・レイ（声：古谷徹）のナレーションによる「見える」篇が、2007年（平成19年）、フジテレビの番組『FNS地球特捜隊ダイバスター』では博士や隊員など番組内のキャラクターが登場する「本編に見せかけたどん兵衛のCM」が、それぞれ放送および配信された。
2022年12月18日には朝日放送テレビ・テレビ朝日系で放送された漫才コンクール『M-1グランプリ2022』で、優勝者発表直前にセブン-イレブンで行う本商品の「M-1優勝お祝いセール」の告知CMを放送したが、これが高須クリニックのCM「ドバイ篇」のパロディで、お笑いコンビ・空気階段の鈴木もぐらが院長の高須克弥、水川かたまりが高須のパートナーで漫画家の西原理恵子に扮し、映像も元ネタを忠実に再現していたことからネット上で反響を呼んだ。高須克弥本人もこのCMを見て自身のTwitterで好意的な反応を見せた。
更に翌年の2023年12月24日の『M-1グランプリ2023』の優勝発表直前にも同じく空気階段を起用した同告知CMが放送され、ゆこぴ/歌愛ユキの「強風オールバック」を使った実写CMを放送している。このCMは同年夏に公開されたシーフードヌードルの「夏は食っとけシーフード」編のCMがベースとなっており、鈴木が女の子の替わりに短パン・タンクトップ姿で登場し、水川もハトやウーパールーパーの替わりとして登場した。
- ファイナルファンタジーVII リバース（2024年）

上記のPlayStation 5のゲーム作品が2024年2月29日発売の前日からCMコラボとして、セフィロス（声：森川智之）とクラウド・ストライフ（声：櫻井孝宏）を起用した。

### どん兵衛くん
どん兵衛くんは、父・どん蔵、母・どん子の間に1976年頃に大阪で生まれた一人息子。将来の夢は実家のうどん・そば屋を継ぐことで、2011年時点では、東京の中居さんちに居候している。

### どん兵衛太
どん兵衛太（どんべえた）は、2010年（平成22年）10月18日より本商品のリニューアルに合わせて登場する、架空の職人。テレビCMでは中居正広が演じる。
うどん・そばの店「どん兵衛屋」の2代目という設定で、中居と同じ1972年（昭和47年）生まれ、38歳（2010年（平成22年）時点）ということになっている。家訓である「太く長くまっすぐ」が彼の生き方であり、うどんの太さを表したものである。家族は妻・ゆめ子（34歳）。弟子として、ごっつ（30歳、既婚者、子持ち）、のっぽ（28歳、独身）の二人がいる。

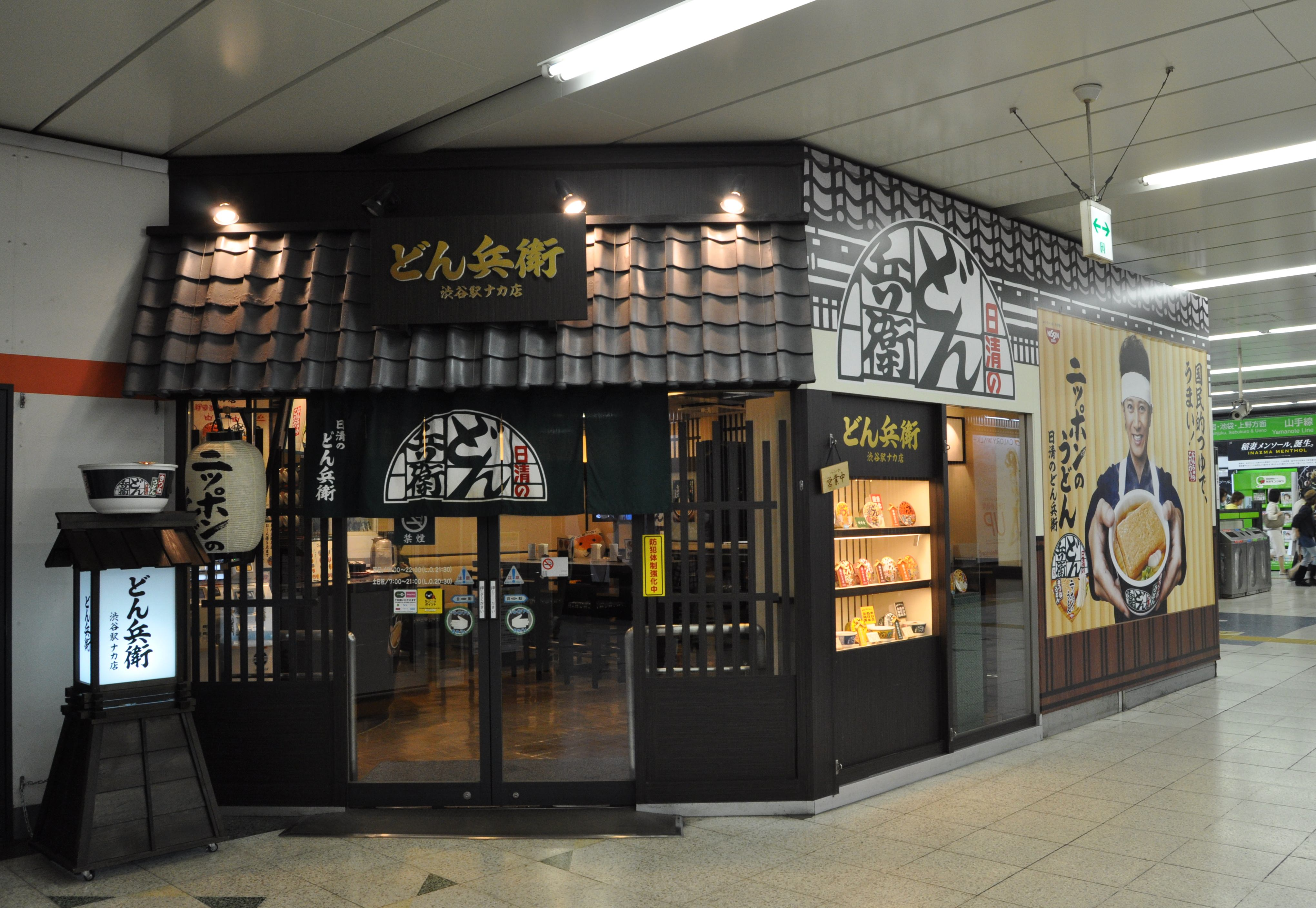
どん兵衛渋谷駅ナカ店

公式ウェブページではCMの動画が視聴できるほか、はまのらまによる漫画「ニッポンのうどん こだわり!!どん兵衛太物語」が連載されている。
また、2010年11月2日、CMに登場する店をモチーフにしたアンテナショップ「どん兵衛渋谷駅ナカ店」が、JR渋谷駅構内にオープンした。当初は半年間限定での出店だったが、好評につき、期間延長にて営業していた。しかし、2016年7月31日をもって閉店した。

### どんぎつね
公式サイトによると
「どん兵衛を食べている時、ごくたまに湯気の向こうに現れる。
耳と尻尾、ふっくらした笑顔が特徴で、おあげを噛むと、なぜか痛がる。
天ぷらそばを食べていると、ちょっとスネる。
人によって、現れるどんぎつねの姿形は違うらしく、詳しい生態については、まだよく分かっていない。」とのこと。

#### シーズン1
2017年5月18日 ⁻ 2022年5月末
突然青年の前に現れたどんぎつねと青年のラブコメめいたストーリーCMとなっていた。
キャスト
どんぎつね：吉岡里帆
どん兵衛のきつねうどんを食べる青年の前に現れた狐耳をはやした女性。そのまま青年の部屋に住み着いた。青年が他のカップ麺を食べていると嫉妬とする。最後は狐に戻って雪の中去っていった。
青年：星野源
どん兵衛のきつねうどんが好物の青年。どんぎつねと気持ちを通わせていくが怒らせることも多い。部屋でどん兵衛を食べていたらどんぎつねに去られてしまったがその日からどん兵衛をたべながら彼女の帰りを待っている。
こがけん
どんぎつねが投げたメガネを拾った青年。いつもの部屋でどんぎつねとどん兵衛を食べていた。
久保田かずのぶ（とろサーモン）
いつもの部屋でどん兵衛を食べながら、どんぎつねに「月夜を招く月見そば、にゃー」とポーズをとってもらっていた。
最強どんぎつね：美輪明宏
2022年新発売の『最強どん兵衛』CMに出演。

#### シーズン2
2022年9月 ⁻ 2024年3月末
全編アニメーションとなり毎CMごとに設定も変わり声優やキャラクターデザインが違っている。
秋祭 篇
- 秋祭のどんぎつね（声：小川あん）・境内の男（声：戸谷菊之介）
- キャラクターデザイン：窪之内英策

耳そこなんですか？ 篇
- どんぎつね（声：早見沙織）・大正ロマンの男（声：小野賢章）
- キャラクターデザイン：モリタイシ

最強年越し 篇
- どんぎつね氏・メガ森氏（ラップ調の歌：chelmico）
- キャラクターデザイン：大童澄瞳

正直すぎる尻尾 篇
- どんぎつね（声：水瀬いのり）・メガネのアイツ（声：島﨑信長）
- キャラクターデザイン：貞本義行

#### シーズン3
2024年5月23日 ⁻ 
シーズン1以来の実写CMに回帰したCMとなっている。シーズン1のキャラと直接関係性があるかは不明。
キャスト
どんぎつねくん：板垣李光人
どん兵衛のきつねうどんを食べる女性の前に現れた狐耳と尻尾をはやした男性。
お姉さん：吉高由里子
どん兵衛のきつねうどんが好物の大人の女性。

## 備考

### 製麺法の特許をめぐる訴訟
日清食品は、食べる際に真っ直ぐになる即席麺を大量生産するために開発した「ストレート製麺法」を「どん兵衛」などに取り入れ、2009年に特許を取得した。ところがその後、サンヨー食品の「サッポロ一番」の一部製品（例・「麺の力」等）について、このストレート製麺法と酷似した形状の麺が作られているなどとして、日清食品はサンヨー食品とそのグループ企業である太平食品工業を相手取り、大阪地裁に訴訟を起こした。その後2015年1月15日付で、同地裁で和解が成立したことが明らかになった。

### 東日本大震災による蒲鉾への影響
どん兵衛きつねうどんには具材の中に蒲鉾が入っているが、2011年（平成23年）3月11日に発生した東北地方太平洋沖地震（東日本大震災）の影響で東北地方にある日清食品と取引関係にある食品加工工場が被災し、蒲鉾の調達が困難になったため、同年3月24日・3月25日に静岡工場で製造された東日本向けと、3月25日・28日に滋賀工場で製造された西日本向けのきつねうどんには蒲鉾抜きで製造・出荷されるという事態になった。蒲鉾抜きのどん兵衛きつねうどんには、カップ側面の原材料表記欄に「震災のため、緊急対応商品（かまぼこ抜き）となります。」という断り書きが記載された。

### DKU47
日清食品が「どん兵衛」の商品リニューアルを記念し、2010年（平成22年）10月18日、販促部隊「DKU47」（ディーケーユーフォーティーセブン）を結成した。DKU47とは「どん兵衛・きつね・うどん・47都道府県」の略で、同社の若手社員47人が47都道府県出身地ごとに分けて結成されたチームのことである。DKU47は、キッチンカーを繰り出し全国各地で販促イベントを行った。このDKU47も、人気アイドルグループであるAKB48にちなんで命名したものであるが無関係である。発表会に出席した中居正広は「僕が入ったら(DKU)48になっちゃいますよ」と苦笑していた。

## その他
- 2011年（平成23年）12月17日にフジテレビ系で放送された漫才特別番組で、日清食品がメインスポンサーとして参加した『THE MANZAI 2011』にて、優勝した漫才コンビ、パンクブーブーに優勝賞品（『ミタパンブー』）の副賞としてどん兵衛10年分が贈呈された。
- 2012年（平成24年）1月3日にテレビ朝日系で放送された『中居正広の怪しい噂の集まる図書館新春2時間スペシャル』にて、中居正広[注 5]が、日清社員の見守る中で「利きどん兵衛」に挑戦した。
- DeNAが運営する「モバゲータウン」のモバゲーオープンプラットフォームにて日清食品「日清のどん兵衛」を扱ったソーシャルゲーム『どん兵衛　GoGo！デコ屋台』がインデックスによりリリース。
- タレントのマキタスポーツはお湯をかけてから通常の5分の倍の10分待ってから食べる「10分どん兵衛」を自身のラジオ番組などで提唱している。意図的に麺を伸ばすことで旨味を引き出すこの食べ方に日清食品も感服し、自社の特設サイトで「お詫び文」を掲載している[37][38]。